# Samuel Belluš
Samuel Belluš (2. října, uváděno též 12. října 1916 Slovenská Ľupča – 4. července 1998 Mnichov) byl slovenský a československý politik, poválečný poslanec Prozatímního Národního shromáždění a Ústavodárného Národního shromáždění za Demokratickou stranu.

## Biografie
Vystudoval gymnázium v Banské Bystrici a právnickou fakultu Univerzity Komenského v Bratislavě. Roku 1940 získal titul doktora práv.
Po studiích působil do roku 1946 jako advokát ve Zvolenu a Bratislavě. Angažoval se v Slovenské národní straně. Členem SNS byl až do roku 1938. Byl předsedou Ústředí evangelického studentstva, členem Kuzmányho kruhu a Klubu národních akademiků. Protestoval proti odtržení Slovenska od Československa.
Za války byl členem odboje a podílel se na Slovenském národním povstání. Zasedal v povstalecké Slovenské národní radě. Účastnil se v delegaci Slovenské národní rady, která 1. června 1945 jednala s prezidentem Edvardem Benešem a řešila mimo jiné postavení Slovenska v obnovené republice.
V 6. Sboru pověřenců a 7. Sboru pověřenců zastával od září 1945 do listopadu 1947 post pověřence pro informace. Ze Sboru pověřenců byl vytlačen v listopadu 1947 poté, co došlo k proměně silových poměrů v souvislosti s nástupem slovenských komunistů proti nekomunistickým silám na Slovensku.
V letech 1945–1946 byl poslancem Prozatímního Národního shromáždění za Demokratickou stranu. Mandát obhájil v parlamentních volbách v roce 1946 a stal se poslancem Ústavodárného Národního shromáždění, přičemž po únorovém převratu přešel krátce do Strany slovenské obrody, která byla nástupnickou platformou Demokratické strany, loajální ke komunistickému režimu.
V roce 1948 emigroval do Velké Británie, kde se v roce 1949 stal vedoucím studijního oddělení CIO. Poté odešel do SRN a stal se ředitelem československého oddělení stanice Svobodná Evropa. Byl členem Rady svobodného Československa. V roce 1991 se stal nositelem Řádu Tomáše Garrigua Masaryka. Jeho bratr Martin Belluš (1911–1977) byl významným slovenským lékařem, jeho synovec Pavel Belluš (1930–2014) byl prvoligovým fotbalovým brankářem.